# Jean-Denis Delétraz
Jean-Denis Délétraz (n. 1 octombrie 1963, Geneva) este un fost pilot elvețian de Formula 1 care a evoluat în Campionatul Mondial între anii 1994 și 1995.

## Cariera în Formula 1
| Sezon | Echipă               | Puncte | Loc clasament general |
| ----- | -------------------- | ------ | --------------------- |
| 1994  | Tourtel Larrousse F1 | 0      | -                     |
| 1995  | Pacific Grand Prix   | 0      | -                     |